# Mittelmeerstabschrecke

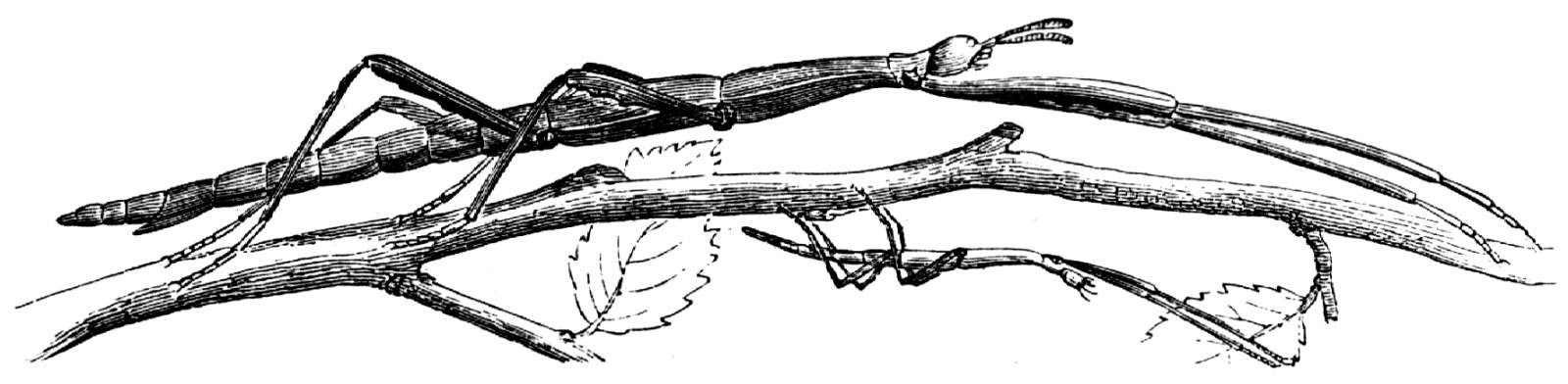
Erwachsene Mittelmeerstabschrecke (oben) und Larve (unten)

Die Mittelmeerstabschrecke, teilweise auch Mittelmeer-Stabschrecke geschrieben, (Bacillus rossius) ist eine Art der Ordnung der Gespenstschrecken (Phasmatodea). Sie kommt im nordwestlichen Mittelmeerraum, speziell in Spanien, Südfrankreich, Italien und auf der Balkanhalbinsel vor.

## Aussehen
Die Färbung variiert von grün bis braun, Nymphen sind hellgrün. Sie gleichen bis auf die Größe den Imagines (ausgewachsenen Tieren). Die Weibchen sind mit bis zu 10,5 cm deutlich größer als die ca. 6 cm langen Männchen. Die Fühler sind kurz.

## Lebensweise und Fortpflanzung
Die Mittelmeerstabschrecke lebt bevorzugt in Buschland, auf Trockenwiesen oder an Waldrändern. Hier bewohnt sie Sträucher und Bäume, wo sie sich durch ihre stabförmige Erscheinung als Pflanzenstängel oder Ästchen getarnt ist. Bei Tage bewegen sich die Tiere kaum. Nachts fressen sie an den Nahrungspflanzen.

Pro Jahr entwickeln sich zwei Generationen, von denen die erste im Frühjahr, die zweite im Sommer schlüpft. Die Eier der zweiten Generation überwintern, während die Tiere die kältere Jahreszeit nicht überleben. Das Weibchen lässt pro Nacht bis zu 16 Eier einfach auf den Boden fallen. Insgesamt kann ein Weibchen über 1000 Eier ablegen. Diese sind oval, 4 mm lang, 2 mm breit und von kastanienbrauner Färbung. Je nach Temperatur können die Nymphen nach einem Monat oder aber auch erst nach weit über einem Jahr schlüpfen. Männchen sind selten. Die Art ist zur Parthenogenese fähig.
Neben der Parthenogenese findet man bei Bacillus rossius auch Hybridogenese. Dabei tritt die Art gemeinsam mit Bacillus grandii als Elternart von Bacillus whitei auf.

## Systematik
Die Mittelmeerstabschrecke wurde bereits 1790 von Pietro Rossi unter dem Basionym Mantis rossia beschrieben. Johann Karl Wilhelm Illiger listet die Art 1798 erstmals in der 1796 von Anton August Heinrich Lichtenstein aufgestellten Gattung Phasma. William Elford Leach nennt die Art 1815 zwischenzeitlich Spectrum rossium (Specteres = Gespenster), bevor Jean-Guillaume Audinet-Serville sie 1831 als Bacillus rossii der 1827 von Arnold Adolf Berthold erstmals erwähnten Gattung Bacillus zuordnet, deren Typusart sie ist. Neben der Nominatform Bacillus rossius rossius sind folgende Unterarten beschrieben worden:
- Bacillus rossius catalauniae Bullini, 1982
- Bacillus rossius lobipes Lucas, 1849
- Bacillus rossius medeae Nascetti & Bullini, 1983
- Bacillus rossius montalentii Bullini, 1982
- Bacillus rossius redtenbacheri Padewieth, 1899
- Bacillus rossius tripolitanus (de Haan, 1842)

Synonyme der Nominatform sind:
- Epibacillus chopardi Capra, 1937
- Clitumnus dentatus Brunner von Wattenwyl, 1907
- Mantis filiformis Cyrillo, 1787

## Haltung
Für zwei Zuchtpaare reicht ein 30 × 30 × 30 cm großes Terrarium. Die Temperatur sollte 20–25 °C betragen. Die Luftfeuchtigkeit sollte zwischen 60 und 70 % liegen, was durch abendliches Besprühen erreicht werden kann und den Tieren auch das Trinken ermöglicht. Als Bodengrund kann ein Erde-Sand-Gemisch verwendet werden. Gefressen werden Blätter von Haseln, Brombeeren, Himbeere, Äpfeln oder Buchen.
Die Art wird von der Phasmid Study Group sowohl unter der PSG-Nummer 3 als auch unter der Nummer 56 geführt.